# Malthinus taiwanoniger
Malthinus taiwanoniger là một loài bọ cánh cứng trong họ Cantharidae. Loài này được Wittmer miêu tả khoa học năm 1979.